# Agrilus vandenberghei
Agrilus vandenberghei es una especie de insecto del género Agrilus, familia Buprestidae, orden Coleoptera.
Fue descrita científicamente por Westcott & Hespenheide, 2006.